# Семен Горов
Семен Горов справжнє ім'я Сергій Сергійович Єгоров (26 лютого 1971, Череповець) — український режисер, музичний продюсер та композитор.

## Життєпис
Народився в сім'ї художника й інженерки.
В 1996 році закінчив Київський державний інститут театрального мистецтва ім. І.Карпенка-Карого.
Був режисером Київського театру російської драми ім. Лесі Українки.
Український театральний та кінорежисер, популярний кліпмейкер (зняв понад 50 кліпів для багатьох українських і російських естрадних поп-виконавців).
Режисер-постановник новорічних програм на Першому національному телеканалі України, пізніше працював на телеканалі «Інтер».
В співавторстві з телеканалом «Інтер» зняв декілька новорічних мюзиклів.
Продюсував українську поп-групу SMS, написав для них декілька пісень.
У 2010 році він був режисером-постановником програми «Зірка+Зірка» на телеканалі 1+1.

### Родина та особисте життя
Був одружений з акторкою й телеведучою Сніжаною Єгоровою. Від Сніжани у Семена дві доньки: Анастасія і Саша

Зараз Семен в шлюбі з Яною Помазан, 2010 року в них народився син.

## Фільмографія

### Телебачення
- Вечори на хуторі біля Диканьки (2001)
- Попелюшка (2002)
- Божевільний день, або Одруження Фігаро (2003)
- Сорочинський ярмарок (2004)
- Пригоди Вєрки Сердючки (2005)
- Зоряні канікули (2006)
- Зірка+Зірка (2010)
- Останній москаль (2015)

### Повнометражні фільми
- Пригоди S Миколая (2018)[1]

## Відеографія
Знімав кліпи для таких виконавців:
Океан Ельзи, ВІА Гра, НеАнгелы, Філіпп Кіркоров, SOE, Наташа Корольова, Марієтта, Віктор Петлюра.

## Нагороди
- Премія Телетріумф в номінації «Режисер телепрограми» (2002)